# Saint-Étienne-en-Coglès
Saint-Étienne-en-Coglès (tiếng Breton: Sant-Stefan-Gougleiz) là một xã của tỉnh Ille-et-Vilaine, thuộc vùng Bretagne, miền tây bắc nước Pháp.

## Dân số
Người dân ở Saint-Étienne-en-Coglès được gọi là Stéphanais.
| Năm | 1962 | 1968 | 1975 | 1982 | 1990 | 1999 |
| --- | ---- | ---- | ---- | ---- | ---- | ---- |
| Dân số | 1448 | 1430 | 1339 | 1422 | 1461 | 1430 |
| From the year 1962 on: No double counting—residents of multiple communes (e.g. students and military personnel) are counted only once. |      |      |      |      |      |      |